# جونو ماك
جونو ماك هو مغني ومنتج وممثل ومخرج من هونغ كونغ.

## نبذة
ولد ماك في 18 مارس 1984، وهو الابن الثاني لكليمنت ماك رئيس لشركة الألكترونيات فورتيس الصينية.

## حياته المهنية

### موسيقى
بدأ ماك حياته الموسيقية كمغني بوب مع يونيفرسال ميوزيك. إصدر ألبومين مع يونيفرسال ميوزيك، وصل كلا الألبومين إلى الصدارة على TVB. [بحاجة لمصدر].

## أتهامات
في عام 2003 تم القبض على ماك ووالده وعدد من المديرين التنفيذيين للموسيقى من TVB و (Universal Music HK) كجزء من تحقيق في عملية احتيال مزعومة للرشاوى مقابل جوائز.  تم سحب القضية في نهاية المطاف دون توجيه اتهامات.

## روابط خارجية
- جونو ماك على موقع IMDb (الإنجليزية)
- جونو ماك على موقع ألو سيني (الفرنسية)
- جونو ماك على موقع ميوزك برينز (الإنجليزية)
- جونو ماك على موقع أول موفي (الإنجليزية)
- جونو ماك على موقع ديسكوغز (الإنجليزية)
- جونو ماك على موقع قاعدة بيانات الفيلم (الإنجليزية)
- جونو ماك على موقع كينوبويسك (الروسية)